# 가평소방서
가평소방서(加平消防署, Gapyeong Fire Station)는 경기도 가평군을 관할하는 경기도 북부소방재난본부 산하의 소방서이다.
소방서장은 소방정 보한다.

## 행정 조직
소방서 행정 조직(내근부서)은 2과 2단으로 구성되어 있다.
- 소방행정과
- 재난예방과
- 현장대응단
- 소방안전특별점검단

## 관할센터 및 관할구역
소방서는 3개의 119안전센터와 2개의 구조대를 산하에 두고 있다.
| 명칭                  | 사진 | 주소               | 관할구역             | 지역대                      |
| --------------------- | ---- | ------------------ | -------------------- | --------------------------- |
| 가평119안전센터       |      | 가평읍 가화로 36   | 가평읍, 북면         | 북면119지역대               |
| 조종119안전센터       |      | 조종면 현창로 14   | 조종면, 상면         |                             |
| 설악119안전센터       |      | 설악면 한서로 12   | 청평면, 설악면       | 설악119지역대 청평119지역대 |
| 가평소방서 119구조대  |      | 가평읍 가화로 36   | 경기도 가평군 일원   |                             |
| 가평소방서 수난구조대 |      | 가평읍 호반로 1580 | 청평댐 ~ 월두봉 도계 |                             |

## 같이 보기
- 대한민국 소방청
- 대한민국의 소방
- 소방관 계급